# T. J. Guidarelli
Thomas Jason „T. J.“ Guidarelli (* 27. Januar 1977 in Lakeville, Minnesota) ist ein ehemaliger US-amerikanischer Eishockeyspieler.

## Karriere
T. J. Guidarelli begann seine Karriere als Eishockeyspieler bei der Juniorenmannschaft Twin Cities Vulcans, für die er von 1995 bis 1997 in der United States Hockey League aktiv war. Anschließend spielte der Center vier Jahre lang für die Mannschaft der Minnesota State University, Mankato, ehe er in der Saison 2001/02 sein Debüt im professionellen Eishockey für die Quad City Mallards und Rockford IceHogs aus der United Hockey League gab. Daraufhin wechselte er nach Europa, wo er von 2002 bis 2007 in Deutschland für den SC Riessersee, EHC München und EV Landshut in der 2. Bundesliga bzw. Oberliga spielte. Einzig einen Teil der Saison 2003/04 verbrachte der Linksschütze beim HC Innsbruck in der Österreichischen Eishockey-Liga, nachdem der SC Riessersee wegen finanzieller Probleme vom Spielbetrieb der 2. Bundesliga ausgeschlossen worden war. 
In der Saison 2007/08 stand Guidarelli in der französischen Ligue Magnus beim HC Amiens Somme sowie in der Schweizer National League B beim EHC Olten unter Vertrag. Für die Saison 2008/09 kehrte er zu seinem Ex-Club SC Riessersee zurück, der in der Zwischenzeit wieder in die 2. Bundesliga zurückgekehrt war. Daraufhin unterschrieb der US-Amerikaner für die folgende Spielzeit einen Vertrag beim Erste Bank Eishockey Liga-Neuling KHL Medveščak Zagreb, für den er in insgesamt 63 Spielen 64 Scorerpunkte, davon zwölf Tore, erzielte.

## ÖEHL-Statistik
(Stand: Ende der Saison 2009/10)